# Veszprém vármegyei labdarúgó-bajnokság (első osztály)
A VEHIR.hu megyei I. osztály a Veszprém megyében zajló bajnokságok legmagasabb osztálya, amely országos szinten a negyedosztálynak felel meg. A bajnokságot az MLSZ Veszprém megyei Igazgatósága írja ki. A bajnok osztályozót játszhat az NB III-ba való feljutásért.

## Csapatok (2022/2023)
A 2022/2023-as szezonban az alábbi csapatok szerepelnek a bajnokságban:
| Csapat            | Település     |
| ----------------- | ------------- |
| Ajka Kristály SE  | Tósokberénd   |
| Balatonalmádi SE  | Balatonalmádi |
| Balatonfüredi USC | Balatonfüred  |
| Devecser SE       | Devecser      |
| FC Zirc           | Zirc          |
| Fűzfői AK         | Balatonfűzfő  |
| Gyulafirátót SE   | Gyulafirátót  |
| Magyarpolány SE   | Magyarpolány  |
| Pápai Pezutz FC   | Pápa          |
| Péti MTE          | Pétfürdő      |
| Sümeg VSE         | Sümeg         |
| Szentantalfa NVSE | Szentantalfa  |
| TIAC VSE          | Tapolca       |
| Tihanyi FC        | Tihany        |
| Úrkút SK          | Úrkút         |
| Várpalotai BSK    | Várpalota     |